# أحمد علي الأحول
العميد أحمد علي محسن الأحول من مواليد 1939 متزوج وأب لستة أبناء، وهو محافظ محافظة المحويت اليمنية منذ عام 2001 .

## سيرة
ولد في مدينة عين، في محافظة شبوة، حصل على دورة عسكرية في الكويت سنة 1971, ودورة أخرى في كوريا الشمالية 1975 ، عمل عام 1969 قائدًا لمديرية بيحان في محافظة شبوة، ثم مديرًا للبحث الجنائي في محافظة شبوة عام 1970, ثم مديرًا لقسم مكافحة السرقات في مدينة صنعاء. وفي سنة 1987 تعين مديرًا للبحث الجنائي في مدينة صنعاء. وفي سنة 1994 تعين محافظًا لمحافظة شبوة. وفي عام 1995 تعين محافظًا لمحافظة المحويت سنة 2001.

### بناء الجدار
في 14 مارس، اجتمع الشيوخ وسكان آخرون في الحي مرة أخرى؛ لمناقشة زحف ساحة التغيير،  اجتمعت المجموعة في منزل عبد الله فروان، الذي أصبح فيما بعد رئيس هيئة التفتيش القضائي، وهي هيئة قوية داخل وزارة العدل اليمنية. ضم الاجتماع مسؤولين كبار آخرين، مثل أحمد أحمد ناصر، مدير منطقة بجهاز الأمن السياسي، وهي وكالة استخباراتية كانت ترفع تقاريرها مباشرة للرئيس صالح، الذي يرأسها بحكم الواقع؛ لأنه في ذلك الوقت كانت تحت قيادة نجل شقيقه عمار صالح، كما تواجد عبد الرحمن الضلعي العقيد بالقوات الجوية اليمنية، كما قال عقيل البوني إن عضو المجلس المحلي عبد الرحمن الكحلاني قد شارك بدوره.
قال البوني خلال الاجتماع، إن كبار المسؤولين أمروا الشيوخ بتوسيع اللجان الشعبية لدرء المتظاهرين:
| أحمد علي الأحول | فوجئت أنهم يطلبون منا تشكيل لجان شعبية كلاً في مدخله لمواجهة حدوث أي مشكلة، وكلفوني باعتباري عاقل حارة بأن أجمع الشباب وأخبرهم بأن يحرسوا مداخلهم وقالوا بأن تحضر الشباب كلهم إلى صالة القاعة فقمت بإبلاغ أهالي الحارة بأن يحضروا إلى صالة الزراعة وقمت بإبلاغ إدارة الحرس المدني... وحضروا الاجتماع. | أحمد علي الأحول |

شهد عاقل الحارة بأن الحضور في الاجتماع قرروا بناء جدار من الطوب لمنع تنامي مخيم الاحتجاجات. وقد عكف السكان على مدى الأسبوعين السابقين على بناء جدران من الطوب عبر عدة طرق جانبية لمنع دخول المتظاهرين، ولكن هذا الذي تم بنائه عقب اجتماع 14 مارس كان الأكثر منعة وامتد عبر الخط الدائري.
وقال البوني إن فروان، رئيس التفتيش القضائي، قد ساهم بثلاثمائة قالب طوب (بلكه) في بناء الجدار، وأن علي الأحول، نجل محافظ المحويت، قد وفر الأسمنت. أصبح علي الأحول فيما بعد المتهم الرئيسي في ملف اتهام النيابة ضد المشتبه في تنفيذهم الهجوم.
وقال يحيى عبد الله العمراني، ضابط في قوات الأمن المركزي، للنيابة العامة إن أولئك الذين تم تكليفهم ببناء الجدار تابعين لمحافظ المحويت، أحمد علي الأحول، الذي كان يلقب بـ «البيضاني» أي من محافظة البيضاء. في الأسبوع الذي سبق هجوم جمعة الكرامة في 18 مارس، قال الشاهد، إن المحافظ وحراسه «أطلقوا نارا في الهواء» كي يمنعوا المتظاهرين من التوسع في معسكرهم تجاه منزله. وأضاف العمراني «البيضاني أقسم أنه لن يتم تدمير هذا الجدار حتى لو كانت تلك هي نهايته».
وشهد محمد السنباني، أحد حراس الأمن، واتهم في وقت لاحق بالمساعدة في إضرام النار بالجدار، بعدما اصطف المهاجمون والسكان في الجانب الجنوبي من الجدار ومعهم الإطارات المصبوب عليها البنزين، شهد بدوره بأن المحافظ الأحول شارك في بناء الجدار، واستخدم الذخيرة الحية لدرء المتظاهرين:
| أحمد علي الأحول | كل حارة اجتمعوا يحموا السور خلال الأسبوع وبعد صلاة الجمعة من يوم أمس بدأ المعتصمون أو المتظاهرين بهدم السور، وحتى لا يتوسعوا وأثناءها أبدى محافظ المحويت أحمد علي محسن البيضاني "الأحول" بإطلاق الرصاص على السور، على الجدار، حتى لا يهدموا "السور". | أحمد علي الأحول |

وشهد سكان أن بشير النمري، الموضوع على قرار الاتهام كفار من العدالة ومن أبناء المنطقة، قام بجمع المال من أجل بناء الجدار، وتولي توزيع دفعات قليلة من القات، لتشجيع الرجال على الانضمام إلى اللجان الشعبية.
وشهد السنباني أمام النيابة العامة إن بعض الأشخاص كانوا يحصلون على ما بين 500 إلى ألف ريال يمني (2.33 إلى 6.66 دولار أمريكي) من أجل القات، وكان يتم توزيعها بواسطة بشير النمري.
كان الجدار بارتفاع 2.5 متراً، ويمر عبر الخط الدائري، عند تقاطعه مع مركز طبي يطلق عليه المركز الطبي الإيراني.

### الأتهام في جمعة الكرامة
أسقطت لائحة الاتهام التهمة عن 59 من المشتبه بهم، بمن فيهم محافظ المحويت أحمد علي محسن الأحول. يعد نجلي الأحول من المشتبه بهم الرئيسيين مطلقي السراح. كانت أسطح منزل المحافظ في صنعاء، الواقع على مسافة نحو 30 متراُ جنوبي الجدار، من المواقع الأساسية التي أطلق المسلحون منها نيرانهم. شهد أحد حراس بناية قريبة من موقع الهجوم أمام السلطات بأنه ألقى الحجارة على المتظاهرين لأن المحافظ أمره بمهاجمة المتظاهرين. وشهد شاهد آخر بأن المحافظ أمر بإقامة الجدار. لم يتم استجواب المحافظ قط.
يُزعم أن علي أحمد علي محسن الأحول ابن المحافظ، والعقيد الذي كان وقتها مدير التحريات بالإدارة العامة للمباحث الجنائية واسعة النفوذ في اليمن، كان يطلق النار من بندقية من سطح منزل المحافظ، كما تقول لائحة الاتهام، بناءً على شهادة شهود عيان. وهو وأخوه غازي أحمد علي محسن الأحول من بين المتهمين بالقتل العمد.
توحي شهادة أحد المتهمين بأن عليّ الأحول كان من بين الذين اعتقلتهم السلطات في البداية، رغم عدم وجود سجل يفيد باستجوابه أو احتجازه. شهد المتهم بأنه رأى عليّ الأحول وسط جماعة من المسلحين المزعومين كان قد تم نقلهم إلى سجن عسكري بالفرقة الأولى مدرع في عصر يوم الهجوم.
في 26 مارس نشر موقع عين نيوز المعارض وثيقة مُحدثة تحمل توقيع الرئيس صالح والخاتم الرئاسي، وفيها يأمر الرئيس بعدم استجواب محافظ المحويت أحمد الأحول، وكذلك أحد أبنائه ومرافقيه، على صلة بالهجوم. كما أسلفنا، فقد استخدم المسلحون منزل الأحول كنقطة تمركز أساسية للهجوم، كما أن نجلي المحافظ – وهما من كبار ضباط الأمن – يعتبران المدعى عليهما الأعلى رتبة على صلة بالقضية.ورد في المذكرة الموجهة إلى وزير الداخلية في ذلك الحين، المصري:
| أحمد علي الأحول | يتم كف الخطاب عن أحمد علي محسن الأحول وولده ومرافقيه وتجميد أي أوامر قهرية صادرة من النائب العام ضدهم... ولا مانع من ضبط المتهمين الآخرين في القضية وإرسالهم إلى النيابة للتحقيق معهم. | أحمد علي الأحول |

### عدم استجواب المسؤولين
لم تستجوب النيابة الأحول محافظ المحويت الذي كان بيته منطقة رئيسية لتمركز المسلحين الذين أطلقوا النار على المتظاهرين والذي اتهمت النيابة نجليه علي وغازي ضمن المتهمين بإطلاق النار على المتظاهرين. كان المحافظ الأحول ضمن قائمة المشتبهين الـ 127 الأولية لكن النيابة أسقطته من قائمة المتهمين بدعوى «نقص الأدلة». ولم